# カリベルト1世
カリベルト一世（Caribert_Ier、フランス語: Caribert ;ラテン語: Charibertus ; c. 517 – 567年）はフランク王国の王の三人の子供の内の一人の名前。
そのカリベルトの父親にして先代国王のクロタール1世はザクセンへと侵攻した経歴を持つ。
トゥールのグレゴリウスによれば、カリベルトはメロヴィング朝屈指の放蕩者であり、そのことから聖ゲルマヌスによって破門された。

## 生涯
520年頃に誕生、567~568年没第三子であった
カリベルト1世はクロータル一世からパリの王国を
継承している
兄弟は
・長男　グンタール
・二男　キルデルク
・三男　カリベルト一世
・四男　グントラム
・五男　シギベルト1世
・長女　クロトジンド
・六男　キルペリク1世
・七男　クラム
となっている